# キム・ジョンナン
キム・ジョンナン（ハングル: 김정난、ラテン翻字: Kim Jung-nan、1971年7月16日 - ）は、大韓民国ソウル特別市出身の女優。本名および旧芸名はキム・ヒョナ（漢字: 金賢雅、ハングル: 김현아）。

## 経歴
祖父の影響で幼少時よりピアノや歌に親しみ、小学校時代は巧みな話術で校内の人気者であった。しかし実母は彼女が外交官になる事を望んでおり、娘が英語弁論大会の練習を怠ると鞭を手にする程であったという。
中学校3年生の時実母が死去。キム・ジョンナンは後にインタビューにて「人生で最初の試練」であったと語っている。金玉女子高等学校入学後、周囲の支えもあって気力を取り戻し、校内放送部のアナウンサーや合唱団のリードボーカルなどの活動に参加した。映画の端役のアルバイトに行き、後から自分が参加した作品がポルノ映画であった事を知る、という経験もしている。
友人の勧めで演劇映画学科を受験することを決め、東国大学校演劇映画学科に合格。大学での同期のひとりにコ・ヒョンジョンがいる。同大2年次在学中の1991年にKBS公開採用タレント14期に首席合格した。同年『アスファルト 我が故郷』でデビュー。1992年には公採タレント14期の同期生9名と共に音楽グループ「ジャンボ」（잠보）を結成し、『百回お見合いした女』の主題歌を担当した。1993年には『明日は愛』に大学生役で出演。この作品で同年度KBS演技大賞新人賞を受賞した。翌1994年には同作品で第30回百想芸術大賞テレビ番組部門新人演技賞（女優）を受賞。
しかし芸能人として順風満帆かと思われていた彼女に「人生の第2の試練」が訪れた。1994年から1996年途中までの約2年間、テレビドラマへの出演が途絶えた。彼女は後にインタビューで、この時期の冒頭、あるテレビドラマの主役にキャスティングされて台本を貰いスタッフと打ち合わせまでしたが、その翌日に別の女優に主人公が変更された経験があることを明かしている。この2年間、彼女は大学での学業に取り組んだ他、MBCのテレビドラマ『女は何で生きるのか』の舞台化作品に出演したり、軍隊系列のラジオ局でDJとして勤務したりもした。この間にも複数のテレビ番組より出演のオファーがあったが全て断っている。
1996年、MBCのテレビ番組『彼らの抱擁』で司法修習生ヨンジュ役でテレビに復帰。翌1997年には実在の登山家キム・ジョンソプ兄弟にまつわる逸話のテレビドラマ化作品『山』に女性登山家ナム・ヒ役で出演した。同年KBSの朝番組『生放送おはようございます』にレポーターとして出演し古巣への復帰を果たした。

### 改名後
この頃に芸名を本名と同じキム・ヒョナからキム・ジョンナンに改めた。継母が考えてくれた複数の新芸名候補のひとつから選んだと、後年彼女はSBSのバラエティ番組『強心臓』中で明かしている。
1998年、KBSの時代劇『王と妃』に貴人鄭氏役で出演。その後は地上波3局を中心にコンスタントにテレビドラマへ出演した。2000年には単発ドラマMBCベスト劇場の作品に立て続けに出演。2001年には『ナビ』に旅行代理店社員役で出演し映画デビューした。
2008年にKBS『君は僕の運命』にシングルマザーのパン・ソヨン役で出演し同年度KBS演技大賞優秀演技賞（女優/連続ドラマ部門）を受賞した。同作品で後輩（後に夫）キム・テヨン役を演じたイ・ピルモと共に同賞を男女で独占する形となった。2012年にはSBS『紳士の品格』に主人公のひとりイ・ジョンノクの妻パク・ミンスク役で出演。この作品での演技は高く評価され、同年度SBS演技大賞特別演技賞（女優/週末ドラマ部門）と同年度Kドラマスターアワーズ女性演技賞を受賞した。

## 私生活
2003年、『人生画報』で共演したソン・イルグクと交際を始めたが、ソン・イルグクの母親キム・ウルドンは二人の交際が報じられた直後の2004年のインタビューで、芸能人が自分の息子と結婚することについて「自分自身もそうだが、仕事のために家を空けることが多く、家庭や子供の世話が疎かになってしまうのではないか」「両親が共に芸能人だと、子供が職業を選ぶにあたり多様性が失われてしまうのではないか」と懸念を示していた。2006年11月にふたりが「3か月程前に別れた」と関係者が証言したと報道された。

## 作品
出演作品は、個別に注釈があるもの以外はによる:

### 映画
| 年   | タイトル             | 原題                        | 役名           | 備考       |
| ---- | -------------------- | --------------------------- | -------------- | ---------- |
| 2001 | ナビ                 | 나비                        | 旅行代理店社員 | デビュー作 |
| 2004 | ふたつの恋と砂時計   | 키다리 아저씨               | イ・ジヒョン   |            |
| 2006 | タチャ イカサマ師    | 타짜                        | セラン         |            |
| 2007 | カブトムシ           | 딱정벌레                    | チョン・ヒス   |            |
| 2008 | サンタマリア         | 잘못된 만남                 | ヤンジャ       |            |
| 2008 | 赤ちゃんと僕         | 아기와 나                   | タイソン先生   |            |
| 2011 | 危険な挨拶           | 위험한 상견례               | ヨンジャ       |            |
| 2012 | グレープ・キャンディ | 청포도 사탕: 17년 전의 약속 | ジョンウン     |            |

### 演劇
| 年   | タイトル                       | 原題                   | 役名         | 備考 |
| ---- | ------------------------------ | ---------------------- | ------------ | ---- |
| 1995 | ヨジャヌン・ムオスロ・サヌンガ | 여자는 무엇으로 사는가 |              |      |
| 2008 | ハムレット                     | Hamlet                 | ガートルード |      |
| 2009 | ミス・マム                     | 미스맘                 | カン・ナヨン |      |
| 2011 | 単幕劇場                       | 단막극장               | ポポバ       |      |

### その他の番組
| 年   | タイトル                           | 原題                | 備考          |
| ---- | ---------------------------------- | ------------------- | ------------- |
| 2013 | CulTwoのベランダショー             | 컬투의 베란다쇼     | MBC放送       |
| 2013 | 暮らし向きチャートショー THE QUEEN | 살림살이차트쇼 더퀸 | MBC QueeN放送 |
| 2015 | ソムナムソムニョ 善男善女          | 썸남썸녀            | SBS放送       |

### ラジオ番組
| 年      | タイトル                                            | 原題                            | 備考            |
| ------- | --------------------------------------------------- | ------------------------------- | --------------- |
| 2007-08 | キムジョンナンエ・ラディオシティ                    | 김정난의 라디오시티             | SBS LOVE FM放送 |
| 2011-13 | EBS FMスペシャル                                    | EBS FM 스페셜                   | EBS FM放送      |
| 2012    | キムジョンナンエ・タルコマン・パム、 タンシネ・トシ | 김정난의 달콤한 밤, 당신의 도시 | TBS放送         |

### 広告・コマーシャル
※一部、企業名をクリックするとCFの動画ページ（当該企業の公式チャンネル内）に飛びます。
| 年   | 企業名                                    |
| ---- | ----------------------------------------- |
| 2013 | ロッテカード                              |
| 2014 | KCCホームシーシーインテリア               |
| 2014 | ラッシュ・アンド・キャッシュ OK! 貯蓄銀行 |

## 受賞歴
| 年度 | 賞              | 部門                                 | 対象者                      | 結果       | 出典   |
| ---- | --------------- | ------------------------------------ | --------------------------- | ---------- | ------ |
| 1993 | KBS演技大賞     | 新人賞（女優）                       | 明日は愛                    | 受賞       | [ 3 ]  |
| 1994 | 百想芸術大賞    | テレビ部門新人演技賞（女優）         | 明日は愛                    | 受賞       | [ 3 ]  |
| 2008 | KBS演技大賞     | 優秀演技賞 （女優/連続ドラマ部門）   | 君は僕の運命                | 受賞       | [ 11 ] |
| 2010 | KBS演技大賞     | 優秀演技賞 （女優/ミニシリーズ部門） | 九尾狐伝 〜愛と哀しみの母〜 | ノミネート | [ 32 ] |
| 2012 | Kスターアワーズ | 女性演技賞                           | 紳士の品格                  | 受賞       | [ 15 ] |
| 2012 | SBS演技大賞     | 特別演技賞 （女優/週末ドラマ部門）   | 紳士の品格                  | 受賞       | [ 14 ] |